# Kanton Montluel
Der Kanton Montluel war bis 2015 ein französischer Wahlkreis im Département Ain in der Region Rhône-Alpes. Er umfasste neun Gemeinden im Arrondissement Bourg-en-Bresse; sein Hauptort (frz.: chef-lieu) war Montluel. 

## Einwohner
| Bevölkerungsentwicklung | Bevölkerungsentwicklung |
| Jahr                    | Einwohner               |
| ----------------------- | ----------------------- |
| 1962                    | 7756                    |
| 1968                    | 9278                    |
| 1975                    | 11.949                  |
| 1982                    | 14.053                  |
| 1990                    | 18.016                  |
| 1999                    | 20.103                  |
| 2006                    | 21.717                  |
| 2011                    | 23.288                  |

## Gemeinden
| Gemeinde     | Einwohner Jahr | Fläche km² | Bevölkerungsdichte | Code INSEE | Postleitzahl |
| ------------ | -------------- | ---------- | ------------------ | ---------- | ------------ |
| Balan        | 2.828 (2013)   | 18,0       | 157 Einw./km²      | 01027      | 01360        |
| Béligneux    | 3.304 (2013)   | 13,3       | 248 Einw./km²      | 01032      | 01360        |
| La Boisse    | 2.927 (2013)   | 9,4        | 311 Einw./km²      | 01049      | 01120        |
| Bressolles   | 812 (2013)     | 7,9        | 103 Einw./km²      | 01062      | 01360        |
| Dagneux      | 4.308 (2013)   | 6,65       | 648 Einw./km²      | 01142      | 01120        |
| Montluel     | 7.074 (2013)   | 40,1       | 176 Einw./km²      | 01262      | 01120        |
| Niévroz      | 1.524 (2013)   | 10,5       | 145 Einw./km²      | 01276      | 01120        |
| Pizay        | 759 (2013)     | 11,2       | 68 Einw./km²       | 01297      | 01120        |
| Sainte-Croix | 536 (2013)     | 10,6       | 51 Einw./km²       | 01342      | 01120        |

## Politik
| Vertreter im conseil général des Départements | Vertreter im conseil général des Départements | Vertreter im conseil général des Départements |
| Amtszeit                                      | Name                                          | Partei                                        |
| --------------------------------------------- | --------------------------------------------- | --------------------------------------------- |
| 1998–2011                                     | Jacky Bernard                                 | PS                                            |
| 2011–2015                                     | Danielle Bouchard                             | DVD                                           |